# Primat von Saint-Denis

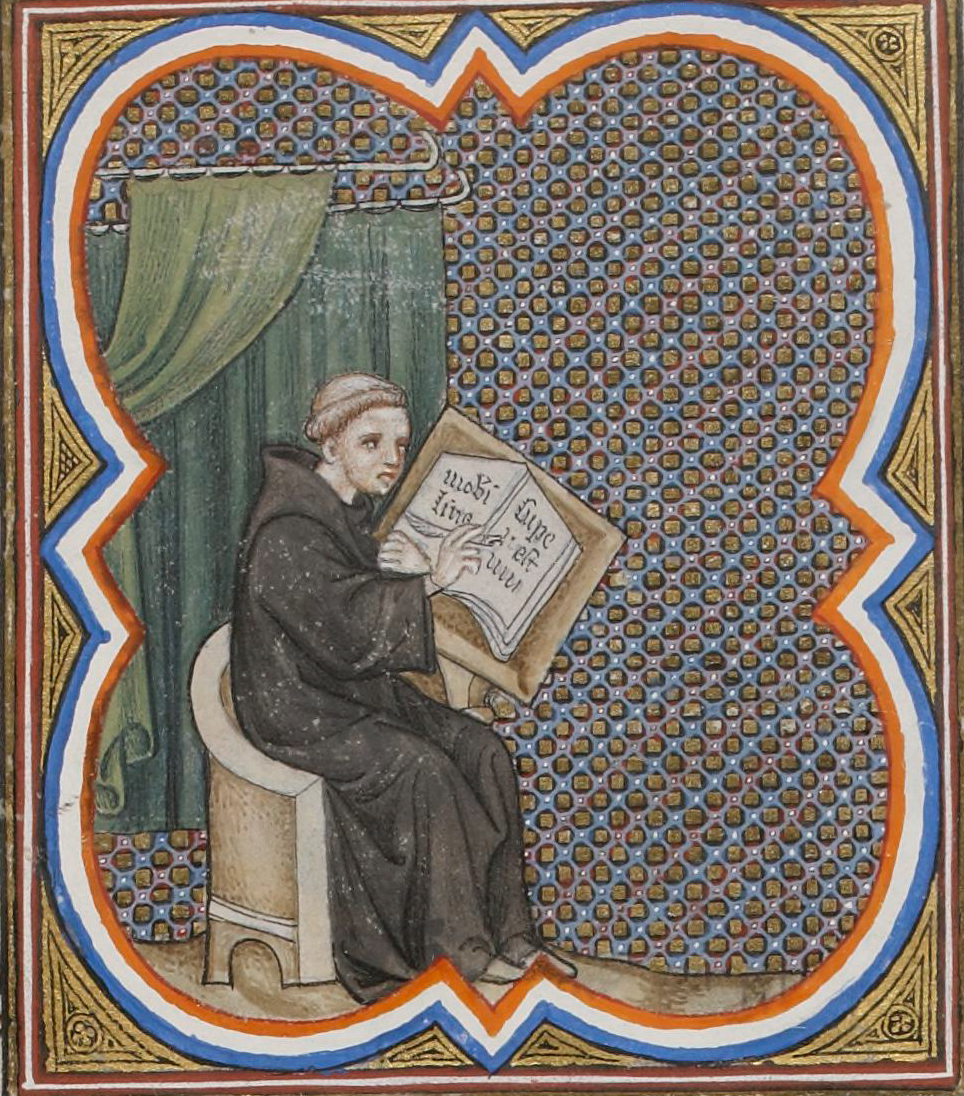
Primat bei der Arbeit an seinem Werk. Illustration aus den Grandes Chroniques de France, 14. Jahrhundert. (Paris, Bibliothèque nationale de France)

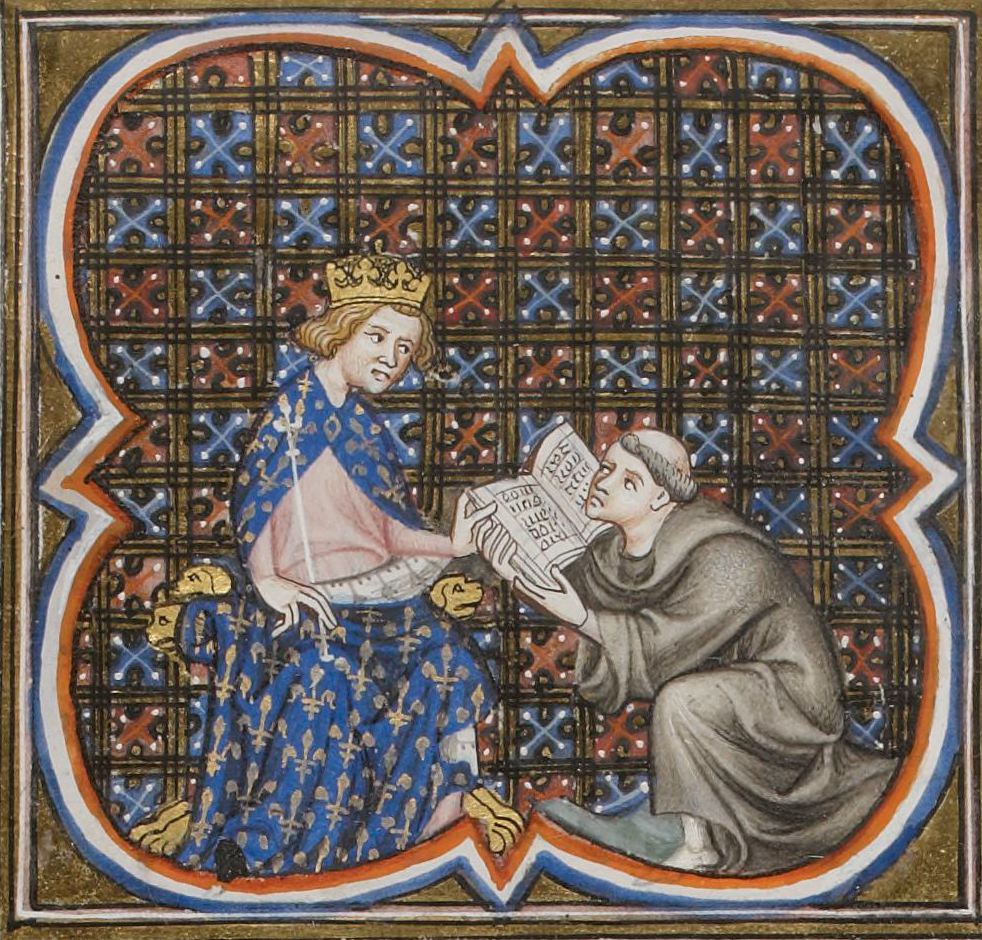
Primat präsentiert König Philipp III. den von ihm vollendeten Roman aux rois. Illustration aus den Grandes Chroniques de France, 14. Jahrhundert. (Paris, Bibliothèque nationale de France)

Primat († nach 1277) war ein französischer Übersetzer und Chronist im 13. Jahrhundert. Sein Werk, der Roman aux rois (Roman der Könige), bildet die Basis der Grandes Chroniques de France.

## Werk
Primat war ein Benediktinermönch in der Abtei von Saint-Denis. Um das Jahr 1250 vertraute ihm der Abt Matthäus, im Auftrag König Ludwigs IX., die Übersetzung mehrerer in Latein verfasster Königsviten in das Französische an. Dem zugrunde lag das Motiv, eine quasi-offizielle Historiographie in französischer Sprache zu begründen. Wahrscheinlich stellte Primat selbst die Anthologie der lateinischen Werke zusammen, die er zu übersetzen beabsichtigte. Dies waren:
- Historia Francorum des Aimoin de Fleury
- Gesta Dagoberti des Hilduin von Saint-Denis
- Vita Karoli Magni des Einhard
- Historia Caroli Magni des Pseudo-Turpin
- Vita Hludowici Imperatoris des Astronomus
- Vita Ludovici VI des Suger von Saint-Denis
- Gesta Philippi Augusti des Rigord und Wilhelm Brito

Der Übersetzung dieser Werke fügte er kommentierende Wendungen mit Experten aus den Gesta normannorum ducum des Wilhelm von Jumièges hinzu. Das komplette Werk stellt eine fortlaufende Erzählung bis zum Jahr 1223 dar, also bis zum Tod König Philipps II., und wurde mit dem Titel Roman aux rois versehen. Ein bedeutendes Charakteristikum dieses Werkes ist die im fast modernen Sinne historisch-wissenschaftliche Herangehensweise Primats bei seiner Arbeit, die sich vor allem auf die Quellenforschung stützte. Dabei führte er unter anderem eine systematische Nummerierung der Könige durch und nahm als erster überhaupt die Periodisierung der Geschichte der Könige in drei Dynastien (Merowinger, Karolinger, Kapetinger) vor. Nach der Vollendung seines Werks 1274 konnte Primat es dem König Philipp III. präsentieren. Diese Originalfassung befindet sich heute in der Bibliothèque Sainte-Geneviève.
Die von Primat parallel zusammengestellte lateinische Fassung (Geste des rois) wurde bis 1286 um die unvollendete Gesta Ludovici VII des Suger, die Gesta Ludovici VIII eines Anonymus und die Gesta Ludovici IX et Philippi III des Wilhelm von Nangis erweitert. Von diesen gelangte allerdings um das Jahr 1300 nur der ins Französische übersetzte Tatenbericht zu König Ludwig IX. in die Saint-Genevière-Fassung. Inwieweit Primat an diesen Erweiterungen beteiligt war, ist unklar.
Der Roman aux rois avancierte zu einer populären Lektüre seiner Zeit. Ende des 14. Jahrhunderts wurde die Erzählung des Werks unter der Leitung von Richard Lescot bis zum Jahr 1350, bis zum Tod König Philipps VI., erweitert. Diese Erweiterung erhielt nun den Titel Grandes Chroniques de France.
Neben den Roman aux rois wird Primat auch eine Chronik in Latein, welche die Regierungszeit Ludwigs IX. ab 1250 und Philipps III. bis 1282 umfasste, zugeschrieben. Das Original ist verschollen, allerdings existiert davon eine zu Beginn des 14. Jahrhunderts von Jean de Vignay angefertigte französische Übersetzung. Der Nachweis für die Autorenschaft Primats auf dieses Werk gilt in der jüngeren Fachliteratur allerdings als noch nicht erbracht.